# Antonio Puddu (pugile)
Antonio Puddu, meglio conosciuto come Tonino Puddu (Cagliari, 8 maggio 1944), è un ex pugile italiano.
È stato campione italiano ed europeo dei pesi leggeri e ha combattuto una volta per il titolo mondiale della categoria.

## Biografia

### Carriera da dilettante
Da dilettante, Puddu vinse la medaglia di bronzo ai Campionati Italiani di Pesaro 1963, nei pesi superleggeri, cedendo per abbandono alla seconda ripresa di fronte al grande Bruno Arcari. Scese allora nei pesi piuma e, ai Campionati mondiali militari del 1965, a Monaco di Baviera, vinse la medaglia d'oro. Passò professionista nel 1966.

### Carriera da professionista
Ad inizio carriera Puddu inanella una serie di 18 vittorie consecutive nella categoria dei pesi leggeri. Il 31 luglio 1968, a San Benedetto del Tronto, è sconfitto per la prima volta da Carmelo Coscia, il match fu interrotto a causa di una ferita al sopracciglio. Dopo altri 19 match, tutti vinti, in Italia ma anche con avversari stranieri, è designato a combattere per il titolo italiano, allora vacante. Il 5 settembre 1970, a Cagliari, diventa campione italiano dei pesi leggeri, battendo Enrico Barlatti, per knock-out tecnico alla settima ripresa.
Il 27 gennaio 1971, a Barcellona, sfida Miguel Velasquez per il titolo europeo dei leggeri ma non va oltre il pari. Nella rivincita, allestita a Cagliari, il 31 luglio successivo, batte Velazquez per Kot e conquista la cintura di Campione europeo.
Difende il titolo vittoriosamente ai punti il titolo con i francesi Pierre-Claude Thomias e Jean-Pierre La Jouen, rispettivamente il 27 ottobre 1971, a Sanremo e il 28 gennaio 1972, a Milano. Il 14 marzo successivo, a Cagliari, si prende la rivincita su Carmelo Coscia, l'unico sino ad allora ad averlo sconfitto, costringedolo alle resa per kot in nemmeno due riprese. Il 13 settembre, a Quartu Sant'Elena, respinge l'assalto al titolo europeo del laziale Enzo Petriglia, per Kot all'undicesima ripresa e il 4 aprile 1973, a Cagliari, quello dell'altro francese Dominique Azzaro, per Kot alla prima ripresa.
Il 27 ottobre 1973, Puddu combatte per la prima volta all'estero, a Los Angeles, per il titolo mondiale WBC dei pesi leggeri. È sconfitto dal messicano Rodolfo González detto El Gato, per kot alla decima ripresa. Il 1º Marzo 1974, a Cagliari, perde il titolo europeo, per Kot alla sesta ripresa, dallo scozzese Ken Buchanan, già campione del mondo.
Puddu scende allora di categoria e il 19 giugno 1975 tenta la scalata al titolo europeo dei pesi superpiuma ma è sconfitto ai punti dal norvegese Svein Erik Paulsen con verdetto incontestabile. Perde anche ai punti con Vincenzo Burgio, a Milano, il suo nuovo tentativo di conquistare il titolo italiano dei leggeri. Combatte ancora sette volte, con quattro vittorie e tre sconfitte, prima di appendere definitivamente i guantoni al chiodo, alla fine del 1979.